# Braian Álvarez
Braian Gabriel Álvarez (Mar del Plata, 22 agosto 1997) è un calciatore argentino, centrocampista del Dep. Santa Cruz.

## Caratteristiche tecniche
È un esterno sinistro.

## Carriera
Cresciuto nelle giovanili del Racing Club, ha esordito in prima squadra il 28 maggio 2017 in occasione del match di campionato vinto 2-1 contro il San Lorenzo.